# Denso Ten
Denso Ten Ltd. (jap. 株式会社デンソーテン Kabushiki-gaisha Densō-ten) – japoński producent systemów car audio, video, nawigacji i systemów kontroli, założony 25 października 1972 jako Fujitsu Ten Ltd. (jap. 富士通テン株式会社 Fujitsu Ten Kabushiki-gaisha).
We wrześniu 2016 Denso Corporation wykupiło akcje spółki Fujitsu Ten, zaś 1 listopada 2017 zmieniła nazwę na Denso Ten.